# Hemistola rubricosta
Hemistola rubricosta là một loài bướm đêm trong họ Geometridae.